# SMS Kaiser Wilhelm II.
SMS Kaiser Wilhelm II. byla druhá jednotka bitevních lodí (predreadnought) třídy Kaiser Friedrich III. postavených pro německé císařské námořnictvo. Stavba probíhala v loděnici Kaiserliche Werft Wilhelmshaven ve Wilhelmshavenu a na vodu byla loď spuštěna 14. září 1897. Do služby byla přijata 13. února 1900 jako vlajková loď. Hlavní výzbroj tvořila čtyři děla ráže 240 mm a sekundární 18 děl ráže 150 mm. Pohon zabezpečovaly tři parní stroje s trojčitou expanzí, se kterými dosahovala maximální rychlosti 17,5 uzlu (32,4 km/h; 20,1 mph).
Kaiser Wilhelm II. sloužil jako vlajková loď aktivní bojové floty až do roku 1906 a účastnil se řady cvičení a návštěv zahraničních přístavů. V roli vlajkové lodi ho nahradila nová bitevní loď SMS Deutschland. Poté, co v roce 1908 začaly do služby vstupovat nové bitevní lodě typu dreadnought, byl Kaiser Wilhelm II. vyřazen ze služby a převeden do zálohy. Do služby se loď vrátila roku 1910 pro výcvik v Baltském moři, ale v roce 1912 byla opět vyřazena.
V srpnu 1914 začala první světová válka a Kaiser Wilhelm II. a jeho sesterské lodě byly opět zařazeny do aktivní služby jako lodě pobřežní obrany u V. bitevní eskadry (V. Geschwader). Stáří lodi ve spojení s nedostatkem posádek vedlo k tomu, že byla loď v únoru 1915 z této role stažena a poté sloužila jako velitelská loď Širokomořského loďstva se sídlem ve Wilhelmshavenu. Po skončení války v listopadu 1918 byl Kaiser Wilhelm II. z námořnictva vyškrtnut a na počátku 20. let prodán do šrotu. Ornament z jeho přídě je zachován ve Vojenském historickém muzeu Bundeswehru v Drážďanech.